# Ястшембя (Ґостинінський повіт)
Ястшембя (пол. Jastrzębia) — село в Польщі, у гміні Гостинін Ґостинінського повіту Мазовецького воєводства.
Населення — 121 особа (2011).
У 1975-1998 роках село належало до Плоцького воєводства.

## Демографія
Демографічна структура станом на 31 березня 2011 року:
|          | Загалом | Допрацездатний вік | Працездатний вік | Постпрацездатний вік |
| -------- | ------- | ------------------ | ---------------- | -------------------- |
| Чоловіки | 62      | 15                 | 41               | 6                    |
| Жінки    | 59      | 12                 | 28               | 19                   |
| Разом    | 121     | 27                 | 69               | 25                   |